# Direct Action: Memoirs of an Urban Guerilla
 (octobre 2024).
Direct Action: Memoirs of an Urban Guerilla est un mémoire écrit par l'activiste canadienne Ann Hansen. Il a été publié en 2001 par la maison d'édition anarchiste AK Press aux États-Unis et par Between the Lines Books au Canada. Une version audio sous forme de CD a aussi été commercialisée le 14 octobre 2003, par la maison de disque canadienne G7 Welcoming Comittee Records, sous le nom Direct Action: Reflections on Armed Resistance and the Squamish Five. 

## Contexte
Ann Hansen a été emprisonnée pendant sept ans à la suite de sa participation dans l'attentat à la bombe contre une usine de Litton Industries. Les auteurs de l'attaque la décriront eux-mêmes comme une action directe, une guérilla urbaine de protestation. Le groupe d'activistes dont ils faisaient partie était connu sous le nom de Squamish Five, d'après le nom de la ville de Colombie-Britannique où ils ont été arrêtés. Ils utilisaient également le nom de Vancouver Five . Dans son mémoire, Hansen reconnaît qu'elle et ses acolytes ont commis des erreurs tactiques, mais elle soutient la nécessité d’une opposition militante contre le capitalisme d'État. Elle déclare, entre autres, que : 

« L'essence même de l'activisme, c'est la lutte des individus pour préserver leurs droits, pour rejeter ceux qui prétendent vouloir défendre leurs intérêts, que ce soit des révolutionnaires ou des membres du gouvernement. C'est une idée beaucoup plus subversive que la simple désobéissance civile, car le but n'est pas de réformer ou d'influencer le pouvoir étatique, mais de le discréditer en prouvant qu'il est inutile et nuisible. Lorsque les gens décident par eux-mêmes de recourir à la violence pour protéger leur communauté contre les agressions racistes ou encore, l'environnement contre la destruction écologique, c'est ce qu'on appelle de l'activisme.:335 »

Le livre met en lumière une page oubliée de l'histoire canadienne, lorsque le pays a subi, au début des années 1980, la plus grande vague de terrorisme de gauche, commise par un groupe de cinq personnes de la Colombie-Britannique. Ils ont adopté le nom Direct Action, d'après celui du groupe révolutionnaire français « Action directe ». L'idéologie prônée par Ann Hansen et de ses collaborateurs est un « amalgame d'idéaux environnementaux, antinucléaires et féministes ».

## Accueil médiatique
Dans un article publié dans la revue Labour / Le Travail du Comité canadien sur l’histoire du travail, Jim Conley déclare que le livre d’Hansen « intéressera certainement les étudiants des mouvements sociaux et les sympathisants de la gauche ». Dans BC Studies, Scott Beadle qualifie le livre « de facile à lire et d’étonnamment agréable ».